# Wyścig Holandii WTCC 2007
Wyścig Holandii WTCC 2007 – druga runda w sezonie 2007 w World Touring Car Championship. Wyścigi odbyły się 6 maja na torze Circuit Park Zandvoort w Zandvoort, w Holandii. W pierwszym wyścigu zwyciężył Robert Huff z Chevroleta, a w drugim Rickard Rydell z tego samego zespołu.

## Wyniki

### Sesje treningowe
| Sesja | Nr | Kierowca       | Zespół            | Samochód      | Czas     | Okr. | Źródło |
| ----- | -- | -------------- | ----------------- | ------------- | -------- | ---- | ------ |
| 1     | 18 | Tiago Monteiro | SEAT Sport        | SEAT León TDI | 1:48,972 | 6    | [ 1 ]  |
| 2     | 8  | Alain Menu     | Chevrolet Lacetti | Chevrolet     | 1:48,610 | 12   | [ 2 ]  |

### Wyścig 1

#### Najszybsze okrążenie
| Nr | Kierowca     | Zespół                      | Samochód  | Czas     | Okr. | Źródło |
| -- | ------------ | --------------------------- | --------- | -------- | ---- | ------ |
| 30 | Luca Rangoni | Scuderia Proteam Motorsport | BMW 320si | 1:48,858 | 2    | [ 3 ]  |

### Wyścig 2

#### Najszybsze okrążenie
| Nr | Kierowca          | Zespół     | Samochód  | Czas     | Okr. | Źródło |
| -- | ----------------- | ---------- | --------- | -------- | ---- | ------ |
| 11 | Gabriele Tarquini | SEAT Sport | SEAT León | 1:49,243 | 3    | [ 4 ]  |

### Producenci
Źródło: oficjalna strona WTCC
| Poz. | +/- | Producent  | Starty | Punkty |
| ---- | --- | ---------- | ------ | ------ |
| 1    |     | BMW        | 4      | 60     |
| 2    |     | SEAT       | 4      | 43     |
| 3    |     | Chevrolet  | 4      | 35     |
| 4    |     | Alfa Romeo | 4      | 11     |
| Poz. | +/- | Producent  | Starty | Punkty |